# 도나웨일
도나웨일은 대한민국의 모던 록 밴드이다. 윤성훈(기타, 프로그래밍), 정다영(베이스), 유진영(보컬, 피아노)으로 구성되어 있다.

## 발매 앨범
- Donawhale(정규 1집)
- Dive To Blue(정규 2집)

## 참여 앨범
- CRACKER
- 커피프린스 1호점 : 커피향 설레임
- We Will Be Together : Pastel Music 5th Anniversary